# 이렇게 너
《이렇게 너》는 2017년 2월 26일 발매된 대한민국의 걸 그룹 에이프릴의 음원이다. JTBC 음악예능 《싱포유》의 다섯번째 테마 '하나보단 둘이 좋아'에 관한 테마송으로, 2월 18일 방송에서 최초 공개되었다.

## 참여곡
| #  | 제목          | 작사                 | 작곡 | 편곡 | 재생 시간 |
| -- | ------------- | -------------------- | ---- | ---- | --------- |
| 1. | 〈이렇게 너〉 | 김미진, 1601, Last.P | 1601 | 3:35 |           |